# Steyerbromelia
Genre
Classification phylogénétique
Steyerbromelia est un genre de plantes de la famille des Bromeliaceae, endémique du Venezuela.

## Taxonomie
L'espèce est nommée en l'honneur du botaniste américain Julian Alfred Steyermark (1909-1988).

## Espèces
- Steyerbromelia deflexa L.B. Smith & Robinson
- Steyerbromelia diffusa L.B. Smith, Steyermark & Robinson
- Steyerbromelia discolor L.B. Smith & Robinson
- Steyerbromelia plowmanii (L.B. Smith, Steyermark & Robinson) Robinson & D. Taylor
- Steyerbromelia ramosa (L.B. Smith) B. Holst
- Steyerbromelia thomasii (L.B. Smith, Steyermark & Robinson) B. Holst